# كمرقية
كمرقية (بالإنجليزية: Kamar Qayah)‏ هي قرية تقع في أردبيل في إيران. يقدر عدد سكانها بـ 172 نسمة بحسب إحصاء 2016.